# チョッちゃんが行くわよ
『チョッちゃんが行くわよ』（チョッちゃんがいくわよ）は、黒柳朝の自伝エッセイ。「チョッちゃん」の愛称で知られた黒柳徹子の母・黒柳朝による初のエッセイとして雑誌『主婦と生活』の1982年4月号から10月号に連載され、同年12月1日に主婦と生活社より刊行された。
自身の生い立ちや子育てなどをユーモラスな語り口で綴った本作は話題となりベストセラーとなって、1987年には『チョッちゃん』と題しNHK連続テレビ小説の第38作目としてテレビドラマ化された。1988年1月13日に角川文庫より文庫化されている。

## 書誌情報
- 『チョッちゃんが行くわよ』主婦と生活社、1982年12月1日。ISBN 978-4-391-10620-6。
- 『チョッちゃんが行くわよ』〈角川文庫〉、角川書店、1988年1月13日。ISBN 978-4-04-171901-5。

## テレビドラマ
『チョッちゃん』と題して、NHK連続テレビ小説の第38作目として1987年4月6日から10月3日に放送された。全156回。